# Ciara
Ciara Princess Harris, spíše známá jako Ciara (* 25. října 1985 Austin, Texas) je americká r&b zpěvačka, textařka, tanečnice a také herečka. Roku 2003 získala smlouvu u LaFace Records, kde poté vydala čtyři alba, jichž se celosvětově prodalo přes sedm milionů kusů. V roce 2006 obdržela svou prozatím jedinou cenu Grammy za spolupráci na písni Missy Elliott "Lose Control". Její nejúspěšnější písní je skladba "Goodies" (ft. Petey Pablo), z jejího debutového alba Goodies.

## Biografie
Narodila se v městě Austin ve státě Texas v roce 1985. Její otec Carlton Harris byl profesionálním vojákem, a tak se rodina stěhovala ze základny na základnu a Ciara tím vyrůstala v Německu a na různých lokalitách v USA. Později se rodina usadila ve městě Atlanta ve státě Georgie. V dětství obdivovala zpěváka Michaela Jacksona, zpěvačku Janet Jacksonovou a skupinu Destiny's Child.

## Hudební kariéra

### Počátky (2002-03)
V sedmnácti letech se dvěma kamarádkami založila skupinu Hearsay. Ovšem od počátku ve skupině panovaly neshody o směřování tvorby. Ciara se poté věnovala psaní textů. První větší úspěch zaznamenala s textem pro píseň "Got Me Waiting", který využila tehdy debutující zpěvačka Fantasia Barrino. V té době si jí všiml producent Jazze Pha, jenž s ní nahrál čtyři demo písně, které se později objevily na jejím debutovém albu.
V roce 2003 odmaturovala na škole Riverdale High School. Ve stejné době získala smlouvu u LaFace Records. Později téhož roku začala pracovat na svém debutovém albu.

### Goodies (2004-05)
V září 2004 bylo album Goodies hotové. K propagaci alba využívala přívlastek "Princess nebo First Lady of Crunk&B". Produkci alba zajistili Jazze Pha, Lil Jon, R. Kelly nebo Bangladesh. Album debutovalo na třetí pozici žebříčku Billboard 200 se 125 000 prodanými kusy v první týden prodeje v USA. V žebříčku se album udrželo neuvěřitelných 71 týdnů a celkem se jej v USA prodalo okolo 2,7 milionu kusů. Také získalo certifikaci 3x platinové album. Certifikaci platinové album získala také v Kanadě. Vedoucím singlem z alba byla stejně pojmenovaná píseň, na které hostuje Petey Pablo. Ta se umístila na první příčce žebříčku Billboard Hot 100, Hot R&B/Hip-Hop Songs a UK Singles Chart. Dalšími velmi úspěšnými singly z alba jsou písně "1,2 Step" (ft. Missy Elliott) a "Oh" (ft. Ludacris), které se obě umístily na druhé příčce žebříčku Billboard Hot 100. Album ji přineslo i čtyři nominace na cenu Grammy.
Roku 2005 vydala CD/DVD Goodies: The Videos & More, které obsahovalo remixy jejích hitů, dvě nové písně, videoklipy a dokument. Tento počin také získal platinovou certifikaci od společnosti RIAA. Také vysoutpila na turné zpěvačky Gwen Stefani "Harajuku Lovers Tour 2005".

### Ciara: The Evolution (2006-07)
Prosinec 2006 byl ve znamení jejího druhého studiového alba Ciara: The Evolution. Producenty alba byli znovu Jazze Pha a Lil Jon, ale přidala se i nová jména jako Polow da Don, Darkchild, Will.i.am nebo The Neptunes. Album se stalo jejím prvním, které debutovalo na prvním místě žebříčku Billboard 200 s 338 000 prodanými kusy v první týden prodeje v USA. Po pěti týdnech prodeje se album stalo platinovým. Celkem se ho prodalo okolo 1,3 milionů kusů v USA, celosvětově přes dva miliony. Prvním mezinárodním singlem byla píseň "Get Up" (ft. Chamillionaire), která byla použita i pro soundtrack k filmu Step Up (Let's Dance). Ta se umístila na sedmé příčce žebříčku Billboard Hot 100. Prvním USA singlem byla píseň "Promise", která se umístila na 11. příčce žebříčku Billboard Hot 100, ovšem získala certifikaci platinový singl. Druhý mezinárodní singl byla píseň "Like a Boy", která obsadila světové Top 20. Posledním singlem byla píseň "Can't Leave 'em Alone" (ft. 50 Cent), která se umístila na 40. příčce.
V říjnu 2006 pak odstartovala své klubové promotour nazvané "The Evolution Tour", při kterém zahrála v sedmnácti klubech po celých Spojených státech amerických. Roku 2007 s rapperem T.I. vyjela na turné "Screamfest '07". S Chrisem Brownem a Akonem vystoupila na "Good Girl Gone Bad Tour" zpěvačky Rihanny na koncertu ve Spojeném království. Objevila se i na tour 50 Centa, kdy s ním vystoupila i v České republice.
Roku 2006 také debutovala jako herečka ve filmu All You've Got, který pochází z produkce MTV Films. Také se stala tváří módní značky Rocawear, kterou založil rapper Jay-Z.

### Fantasy Ride (2008-09)
Magazín Billboard ji v roce 2008 vyhlásil "ženou roku". Téhož roku nahrála píseň "Click Flash", která se objevila na soundtracku k filmu Sex ve městě. Ačkoliv její třetí studiové album bylo plánované na rok 2008, bylo vydáno až o rok později. Fantasy Ride šlo do prodeje v květnu 2009, když debutovalo na třetím místě žebříčku Billboard 200 s 81 000 prodanými kusy v první týden prodeje v USA. Celkem se alba v USA prodalo okolo 200 000 kusů. Na albu se podílelo nové producentské složení, například Tricky Stewart, The-Dream, Danja, ale i Polow da Don. K albu byl vydán promo singl "Go Girl" (ft. T-Pain), který se umístil na 78. příčce žebříčku Billboard Hot 100 a později byl vydán pouze na japonské verzi alba. Prvním oficiálním singlem alba se stala píseň "Never Ever" (ft. Young Jeezy), která se však vyšplhala pouze na 66. příčku. Mnohem více úspěšnější byl singl "Love Sex Magic" (ft. Justin Timberlake), který se vyšplhal na 10. příčku žebříčku Billboard Hot 100 a zaznamenal i mezinárodní úspěch.
V roce 2009 započala nové turné s rapperem Jay-Z, nazvané "Jay-Z & Ciara Live Tour". Také několikrát vystoupila s Britney Spears na jejím tour "The Circus" v Londýně. Ve stejné době spolupracovala na albech rappera Nellyho a zpěváka Enriqua Iglesiase. Také podepsala multi-milionovou smlouvu s newyorskou modelovou agenturou Wilhelmina Models.

### Basic Instinct (2010-současnost)
V únoru 2010 hostovala s Pitbullem na remixu písně rappera Ludacrise "How Low". V prosinci téhož roku vydala své čtvrté studiové album Basic Instinct. Album, za jehož produkcí stáli především Tricky Stewart a The-Dream, debutovalo na 44. pozici žebříčku Billboard 200 s pouze 37 000 prodanými kusy v první týden prodeje v USA. Jediným úspěšnějším singlem byla píseň "Ride" (ft. Ludacris), která se umístila na 42. příčce žebříčku Billboard Hot 100, ale zaznamenala výborný úspěch v americké R&B hitparádě.
Roku 2010 vystupovala na australském "Summerbeatz", kde mimo ni vystupovali i Akon, Flo Rida, Ja Rule a Travie McCoy. Také se stala jednou z tváří kampaně Adidas Originals.
V roce 2011 byla pro neúspěch alba propuštěna z Jive Records. Momentálně natáčí svůj druhý film Mama, I Want to Sing!.

## Diskografie

### Studiová alba
| Rok  | Album                                                                          | Nejvyšší umístění v hitparádě | Nejvyšší umístění v hitparádě | Nejvyšší umístění v hitparádě | Nejvyšší umístění v hitparádě | Nejvyšší umístění v hitparádě | Ocenění                                              |
| Rok  | Album                                                                          | US 200                        | US R&B                        | JAP                           | UK                            | CAN                           | Ocenění                                              |
| ---- | ------------------------------------------------------------------------------ | ----------------------------- | ----------------------------- | ----------------------------- | ----------------------------- | ----------------------------- | ---------------------------------------------------- |
| 2004 | Goodies - Vydáno: 28. září 2004 - Vydavatel: Sho'nuff, LaFace                  | 3                             | 1                             | 14                            | 26                            | 20                            | US: 3x platinové CAN: platinové JAP: zlaté UK: zlaté |
| 2006 | The Evolution - Vydáno: 5. prosince 2006 - Vydavatel: LaFace                   | 1                             | 1                             | 30                            | 17                            | 32                            | US: platinové                                        |
| 2009 | Fantasy Ride - Vydáno: 3. května 2009 - Vydavatel: LaFace                      | 3                             | 2                             | 18                            | 9                             | 22                            | US: /                                                |
| 2010 | Basic Instinct - Vydáno: 10. prosince 2010 - Vydavatel: LaFace, Jive           | 44                            | 11                            | 68                            | —                             | —                             | US: /                                                |
| 2013 | Ciara - Vydáno: 9. července 2013 - Vydavatel: Epic                             | 2                             | 2                             | —                             | 42                            | 21                            | US: /                                                |
| 2015 | Jackie - Vydáno: 4. května 2015 - Vydavatel: Epic                              | 17                            | 2                             | —                             | 46                            | —                             | US: /                                                |
| 2019 | Beauty Marks - Vydáno: 10. května 2019 - Vydavatel: Beauty Marks, Warner Bros. | 87                            | —                             | —                             | —                             | —                             | US: /                                                |

### Úspěšné singly
| Rok  | Název písně                              | Pozice v mezinárodních žebříčcích | Pozice v mezinárodních žebříčcích | Pozice v mezinárodních žebříčcích | Pozice v mezinárodních žebříčcích | Pozice v mezinárodních žebříčcích | Pozice v mezinárodních žebříčcích | Vyznamenání                              | Album          |
| Rok  | Název písně                              | US 100                            | US R&B                            | AUS                               | CAN                               | NZ                                | UK                                | Vyznamenání                              | Album          |
| ---- | ---------------------------------------- | --------------------------------- | --------------------------------- | --------------------------------- | --------------------------------- | --------------------------------- | --------------------------------- | ---------------------------------------- | -------------- |
| 2004 | "Goodies" (ft. Petey Pablo)              | 1                                 | 1                                 | 19                                | —                                 | 10                                | 1                                 | US: platinové                            | Goodies        |
| 2004 | "1,2 Step" (ft. Missy Elliott)           | 2                                 | 4                                 | 2                                 | —                                 | 2                                 | 3                                 | US: 3x platinové CAN: zlaté UK: stříbrné | Goodies        |
| 2005 | "Oh" (ft. Ludacris)                      | 2                                 | 2                                 | 7                                 | —                                 | 5                                 | 4                                 | US: platinové AUS: platinové             | Goodies        |
| 2005 | "And I"                                  | 96                                | 27                                | —                                 | —                                 | —                                 | —                                 |                                          | Goodies        |
| 2006 | "Get Up" (ft. Chamillionaire)            | 7                                 | 10                                | —                                 | —                                 | 5                                 | 189                               | US: platinové                            | The Evolution  |
| 2006 | "Promise"                                | 11                                | 1                                 | —                                 | —                                 | —                                 | —                                 | US: platinové                            | The Evolution  |
| 2007 | "Like a Boy"                             | 19                                | 6                                 | —                                 | —                                 | 29                                | 16                                | US: platinové                            | The Evolution  |
| 2007 | "Can't Leave 'Em Alone" (ft. 50 Cent)    | 40                                | 10                                | —                                 | —                                 | 4                                 | 109                               | US: zlaté                                | The Evolution  |
| 2008 | "Go Girl" (ft. T-Pain)                   | 78                                | 26                                | —                                 | —                                 | —                                 | —                                 |                                          | Fantasy Ride   |
| 2009 | "Never Ever" (ft. Young Jeezy)           | 66                                | 9                                 | —                                 | —                                 | —                                 | —                                 | US: zlaté                                | Fantasy Ride   |
| 2009 | "Love Sex Magic" (ft. Justin Timberlake) | 10                                | 83                                | 5                                 | 6                                 | 6                                 | 5                                 | US: platinové UK: zlaté                  | Fantasy Ride   |
| 2010 | "Ride" (ft. Ludacris)                    | 42                                | 3                                 | 75                                | —                                 | —                                 | 75                                | US: platinové                            | Basic Instinct |
| 2013 | "Body Party"                             | 22                                | 6                                 | —                                 | —                                 | —                                 | —                                 | US: 2x platinové                         | Ciara          |
| 2013 | "I'm Out" (ft. Nicki Minaj)              | 44                                | 13                                | 41                                | 86                                | —                                 | 54                                | US: zlaté                                | Ciara          |
| 2015 | "I Bet"                                  | 43                                | 15                                | —                                 | 95                                | —                                 | 56                                | US: platinové                            | Jackie         |
| 2015 | "Dance Like We're Making Love"           | 100                               | 28                                | —                                 | 83                                | —                                 | —                                 |                                          | Jackie         |
| 2018 | "Level Up"                               | 59                                | 11                                | —                                 | —                                 | 7                                 | —                                 | US: platinové                            | Beauty Marks   |